# Hiroshi Mikami
Hiroshi Mikami (三上 博史 Mikami Hiroshi?,  nacido el 23 de julio de 1962) es un actor japonés.

## Filmografía
- Toki rakujitsu (1992)

- Swallowtail Butterfly (1996)

- Parasite Eve (1997)

- Tsuki no sabaku aka Desert Moon (2001).
- The Negotiator (2003)